# ケネディ・ムウェーネ
ケネディ・ムウェーネ（Kennedy Mweene、1984年12月11日 - ）は、ザンビアの元サッカー選手。元ザンビア代表。現役時代のポジションはGK。
ペナルティキックを止める能力が非常に高い事で著名である他、自ら蹴るペナルティキックの精度も高い選手である。

## クラブ歴
2005年にキトウェ・ユナイテッドFCからプレミアサッカーリーグのフリー・ステート・スターズFCに加入。そのペナルティキックを止める能力の高さで2008-09シーズンのプレミアサッカーリーグ最優秀ゴールキーパーに輝いた。2013年6月27日には長年所属したフリー・ステート・スターズから3年契約でマメロディ・サンダウンズFCに移籍。なお、彼の代理人であるリャン・ハーツリーフは「何故ヨーロッパのクラブから声がかからないのか」と述べている。

## 代表歴
アフリカネイションズカップ2008でサミュエル・エトオにペナルティキックを決められて以降、全てのペナルティキックを止めている。この能力の高さから、代表初出場の2004年以来、同国の正ゴールキーパーとして君臨、先述した2008年大会のみならず2006年大会、2010年大会、2012年大会、2013年大会、2015年大会にも出場している。
特に2012年2月12日に行われた同大会の決勝戦ではペナルティキックを止めて無失点に抑えPK戦に持ち込むと、自らPKを決めた他、最後は相手のシュートを抑えて初優勝を齎した。これによって大会最優秀ゴールキーパーに選出された。
2013年大会ではナイジェリア代表相手にペナルティーキックを決めて代表初得点。この大会でも彼は2本のペナルティーキックを止めた。

## 個人成績
代表での得点一覧
| # | 日附           | 場所                                   | 対戦相手     | 得点 | 結果 | 大会                               |
| - | -------------- | -------------------------------------- | ------------ | ---- | ---- | ---------------------------------- |
| 1 | 2013年1月25日  | ネルスプロイト・ムボンベラ・スタジアム | ナイジェリア | 1–1  | 1–1  | アフリカネイションズカップ2013     |
| 2 | 2014年10月15日 | ンドラ・レヴィ・ムワナワサ・スタジアム | ニジェール   | 3–0  | 3–0  | アフリカネイションズカップ2015予選 |

## タイトル

### クラブ
フリー・ステート・スターズ
- バイメド・カップ: 2006

マメロディ・サンダウンズ
- プレミアサッカーリーグ: 2013-14, 2015-16, 2017-18, 2018-19, 2019-20, 2020-21, 2021-22, 2022-23
- ネドバンク・カップ: 2015, 2020, 2022
- CAFチャンピオンズリーグ: 2016
- CAFスーパーカップ: 2017
- MTN 8: 2021

### 代表
ザンビア
- アフリカネイションズカップ: 2012

### 個人
- プレミアサッカーリーグ最優秀ゴールキーパー: 2008-09
- アフリカネイションズカップ最優秀ゴールキーパー: 2012